# Topologia del límit inferior
En matemàtiques, la topologia del límit inferior, anomenada també topologia de Sorgenfrey, és una topologia definida sobre la recta real. S'anomena recta de Sorgenfrey a l'espai topològic resultant, denotat per {\displaystyle \mathbb {R} _{\ell }}. Aquesta topologia està generada per la base {\displaystyle \beta =\{[a,b)\ :\ a<b\}} on {\displaystyle a,b} són nombres reals. L'espai producte {\displaystyle \mathbb {R} _{\ell }\times \mathbb {R} _{\ell }} s'anomena pla de Sorgenfrey. El nom d'aquests espais és en honor de Robert Sorgenfrey.

## Propietats
- La topologia del límit inferior és una topologia estrictament més fina que la topologia usual (tot obert en {\displaystyle \mathbb {R} } amb la topologia usual és obert en {\displaystyle \mathbb {R} _{\ell }}, però no al contrari), ja que tot interval obert {\displaystyle (a,b)} es pot expressar com una unió d'oberts de la topologia de Sorgenfrey:

{\displaystyle (a,b)=\bigcup _{n\in \mathbb {N} }[a+{(b-a) \over 2n},b)}
- Els intervals de la forma {\displaystyle [a,b)}, {\displaystyle [a,+\infty )} y {\displaystyle (-\infty ,a)} són oberts i tancats en la recta de Sorgenfrey. A més a més, els punts són tancats, però no són oberts.[1]
- És un espai totalment disconnex.
- És un espai Hausdorff perfectament normal. Com a conseqüència, també és T0 i T1.
- És ANI[2] i separable,[1] però no és ANII.
- És de Lindelöf i paracompacte, però no és σ-compacte ni localment compacte.
- No és metritzable ja que tot espai metritzable i separable és ANII.
- És un espai de Baire.